# Црква Свете Тројице у Жагубици
Црква Свете Тројице у Жагубици је подигнута у периоду од 1873. до 1875. године, као непокретно културно добро има статус споменика културе.

## Изглед
Црква у Жагубици посвећена Светој Тројици, саграђена је у духу романтичарског историцизма, као једнобродна грађевина са олтарском и бочним апсидама и звоником. Просторно је подељена на олтар, наос и припрату са галеријом, над којом је изведен звоник. На фасадама су у обради наглашени портали, као и прозорски отвори у виду монофора и окулуса који су оивичени правилно поређаним комадима црвене опеке. Посебна пажња посвећена је обради западне фасаде.
Висока олтарскa преградa изведенa je у класицистичком духу уз примену барокно-рокајне позлаћене декорације. Деветнаест икона, рад сликара Николе Марковића из 1874. године, распоређено је у три зоне. У унутрашњости, на северном и јужном зиду, као и у певницама биле су насликане двадесет и три фигуре светитеља, које су крајем 20. века прекречене.
Црква поседује и вредне примере покретних икона, богослужбених књига и предмета примењене уметности, као и комада црквеног мобилијара. У порти се источно од олтарске апсиде налази велики надгробни споменик у виду крајпуташа из 1826. године.